# Taça Latina de 1962
A Taça Latina de 1962 foi a 7.ª edição da Taça Latina.
| País     | J | V | E | D | GM | GS | DG  | Pts |
| -------- | - | - | - | - | -- | -- | --- | --- |
| Portugal | 3 | 2 | 1 | 0 | 19 | 1  | 18  | 5   |
| Espanha  | 3 | 2 | 1 | 0 | 11 | 3  | 8   | 5   |
| Itália   | 3 | 1 | 0 | 2 | 6  | 8  | -2  | 2   |
| França   | 3 | 0 | 0 | 3 | 1  | 25 | -24 | 0   |

|          | Portugal | Espanha | Itália | França |
| -------- | -------- | ------- | ------ | ------ |
| Portugal |          | 1-1     | 6-0    | 12-0   |
| Espanha  |          |         | 2-1    | 8-1    |
| Itália   |          |         |        | 5-0    |
| França   |          |         |        |        |